# 潘多拉

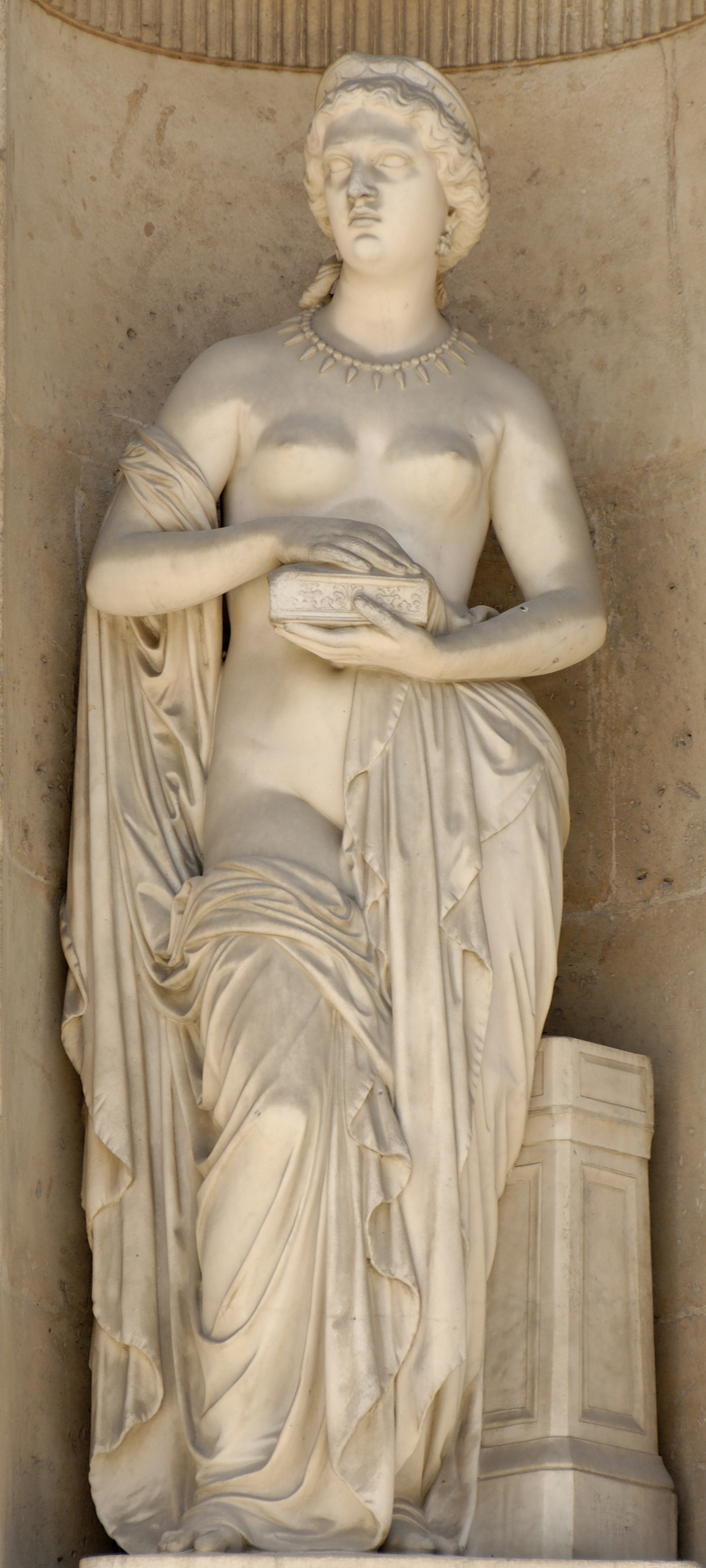
位於羅浮宮的潘朵拉 (1861), 由 Pierre Loison 製作(1816–1886)

潘多拉，或潘多拉（Pandora），希臘神話中火神赫菲斯托斯用粘土做成的地上第一個女人，送給人類作為對普羅米修斯盜火的懲罰。眾神贈予使她擁有更誘人的魅力的禮物，例如：赫菲斯托斯給她做了華麗的金長袍；愛神阿芙蘿黛緹賦予她嫵媚與誘惑男人的力量；神使荷米斯教會了她言語的技能；希拉賜予她好奇心。

## 神話事蹟
根據大英博物館所藏的一隻白底基里克斯杯（古希臘一種雙耳淺口的大酒杯），潘朵拉的另一名字是「安妮斯朵拉」（Anesidora），意思為「送上禮物的她」。根據神話，潘朵拉打開一個「盒子」（應作罈子Pithos；the pandora box；希臘文原作）。而現時當提到「潘朵拉的盒子」，通常是指潘朵拉出于好奇而打开了盒子，釋放出人世間的所有邪惡——貪婪、虛偽、誹謗、嫉妒、痛苦、戰爭等——當她再蓋上盒子時，只剩下希望（Elpis）在裡面。
潘朵拉的神話源遠流長，以不同的版本出現，並從不同的角度詮釋。然而，在所有的文學版本，此神話作為自然神學以解釋世界上罪惡的存在。在公元前7世紀，赫西俄德在他的《神譜》（第570行，大概提及，而並無完全指出潘朵拉的名字）及《工作與時日》是最早有關潘朵拉故事的文學著作。潘朵拉的故事深入西方文化的潛意識中，並可能間接導致了原罪觀神學的建立。

## 文化
- 《紙箱戰機》原为宇崎悠介使用的LBX，之後成為川村亞美所使用的LBX「潘朵拉」
- 《怪物彈珠》於手機遊戲和衍生動畫中出現的角色人物「潘朵拉」
- 《聖鬥士星矢》於手機遊戲和衍生動畫中為率領冥鬥士的總指揮然後輔佐冥王黑帝斯，守護黑帝斯「肉身」上的姐姐，更是被譽為神話時代中「為地球降臨邪惡與莫大的災難的女人」的女性角色「潘朵拉」
- 《遊戲王－怪獸之決鬥》於手機遊戲和衍生動畫中隸屬稀有卡(舊譯蕾雅卡)竊盜集團古魯斯的成員，自稱「魔術師潘朵拉」與「差遣黑魔導的魔術師」。
- 《Fate/kaleid liner 魔法少女☆伊莉雅》在平行世界中由於沒有開啟潘朵拉之盒而無法死亡。配音：諸星堇
- 香港科幻電影《明日戰記》中，片中的不明外星物體名稱為潘朵拉，雖然可以淨化空氣內的毒素，但只要成長程度（碰到雨水時）達到最高點時，整過B16區將會被淪陷。

## 畫廊

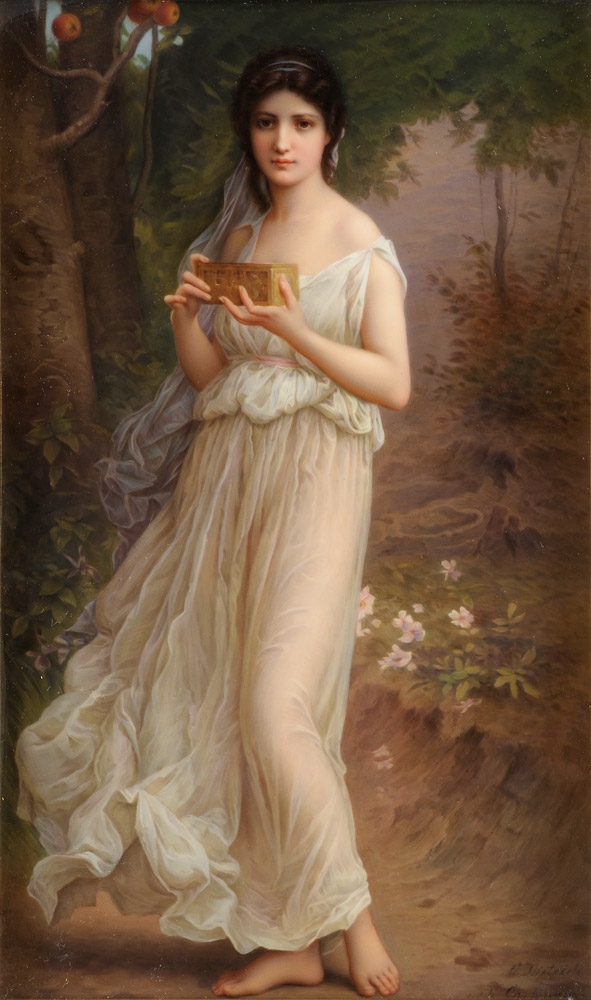
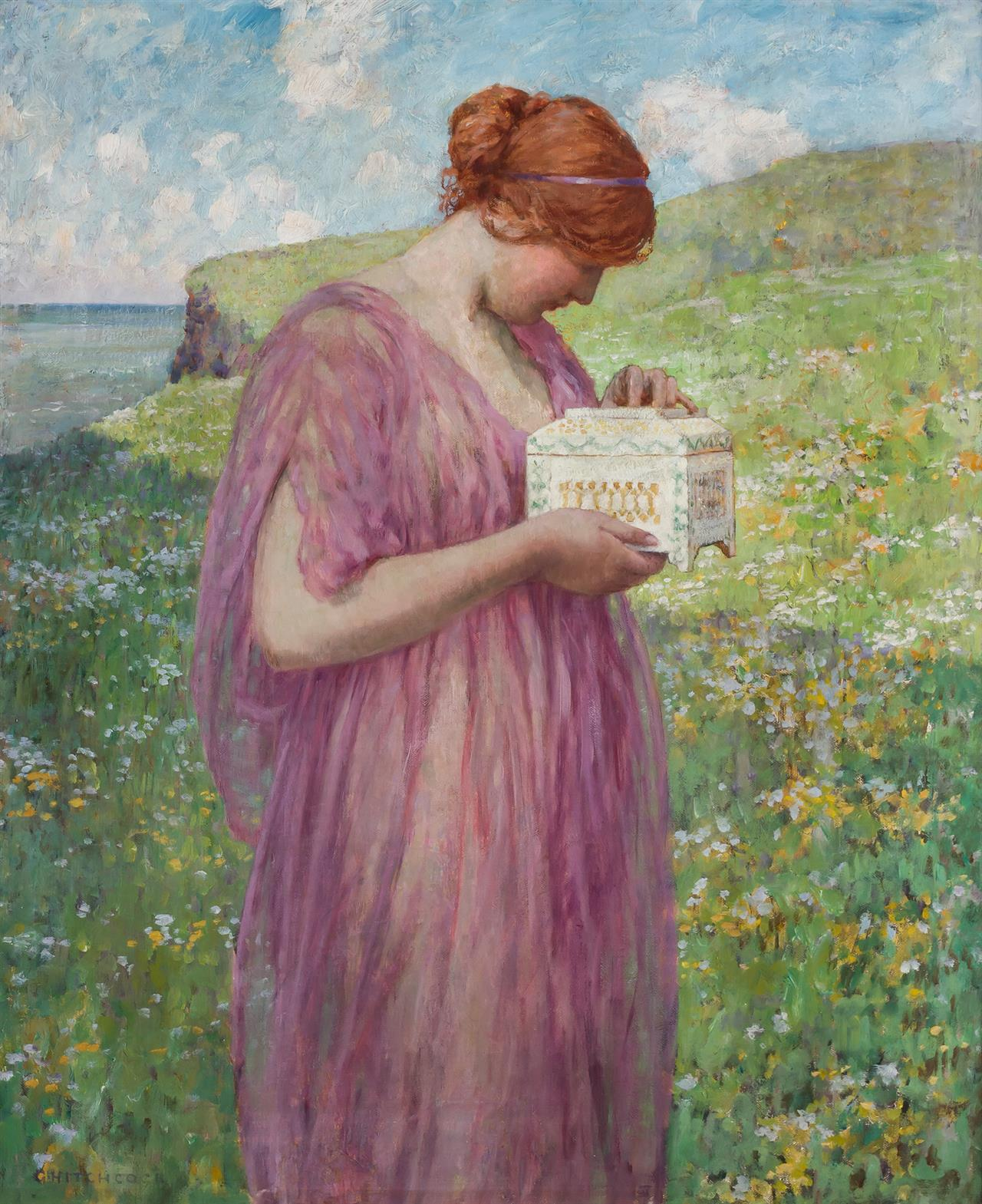
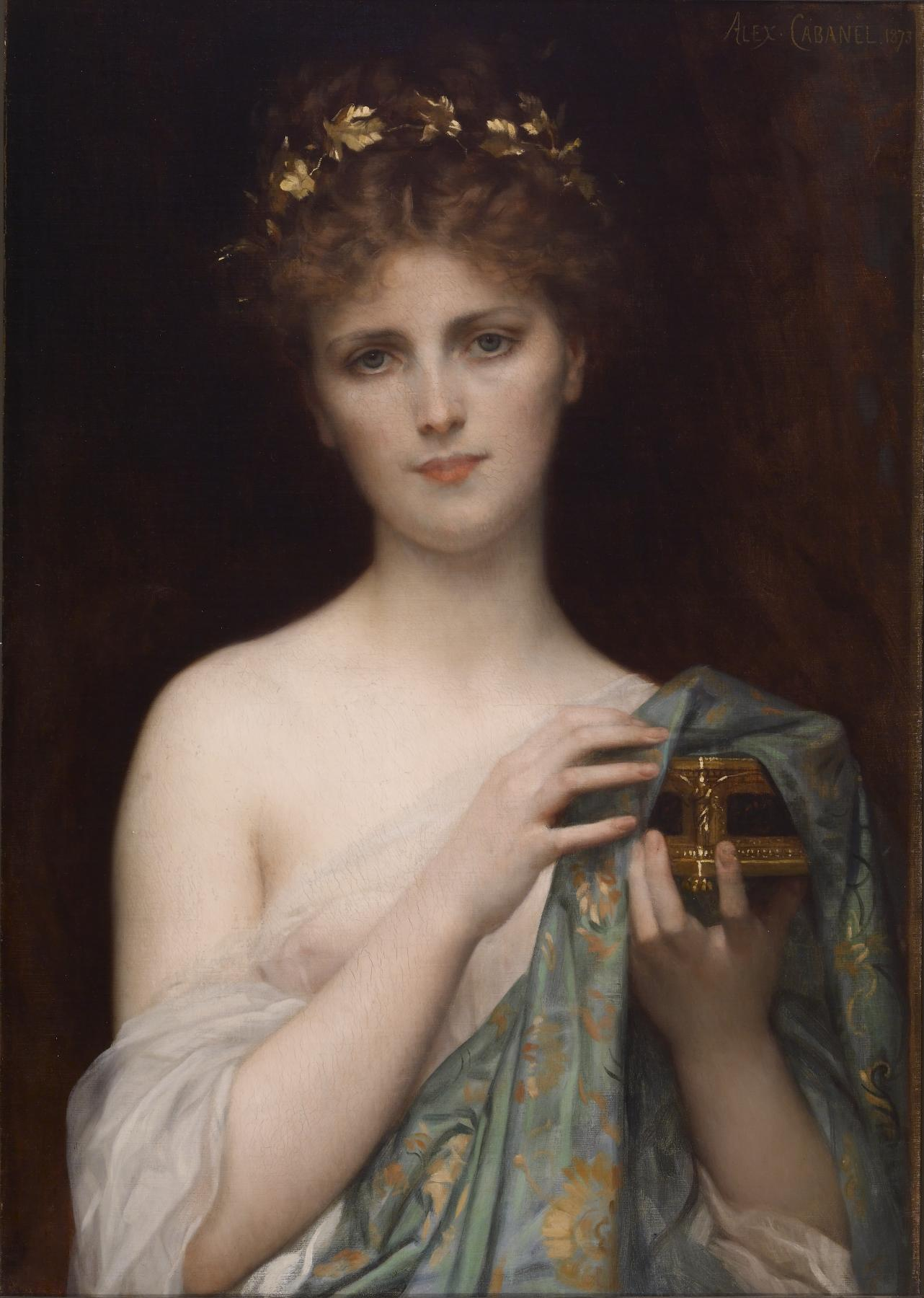
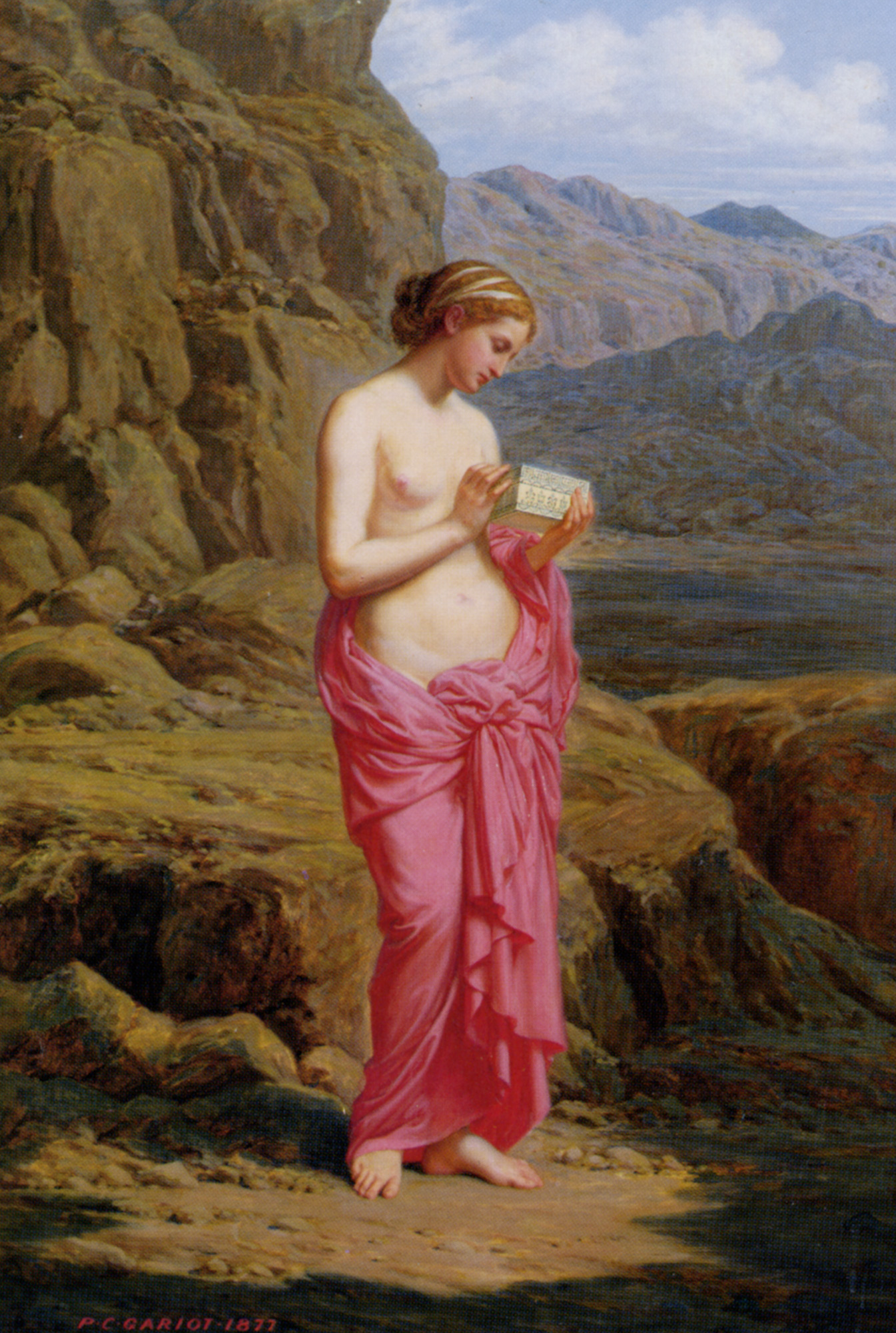
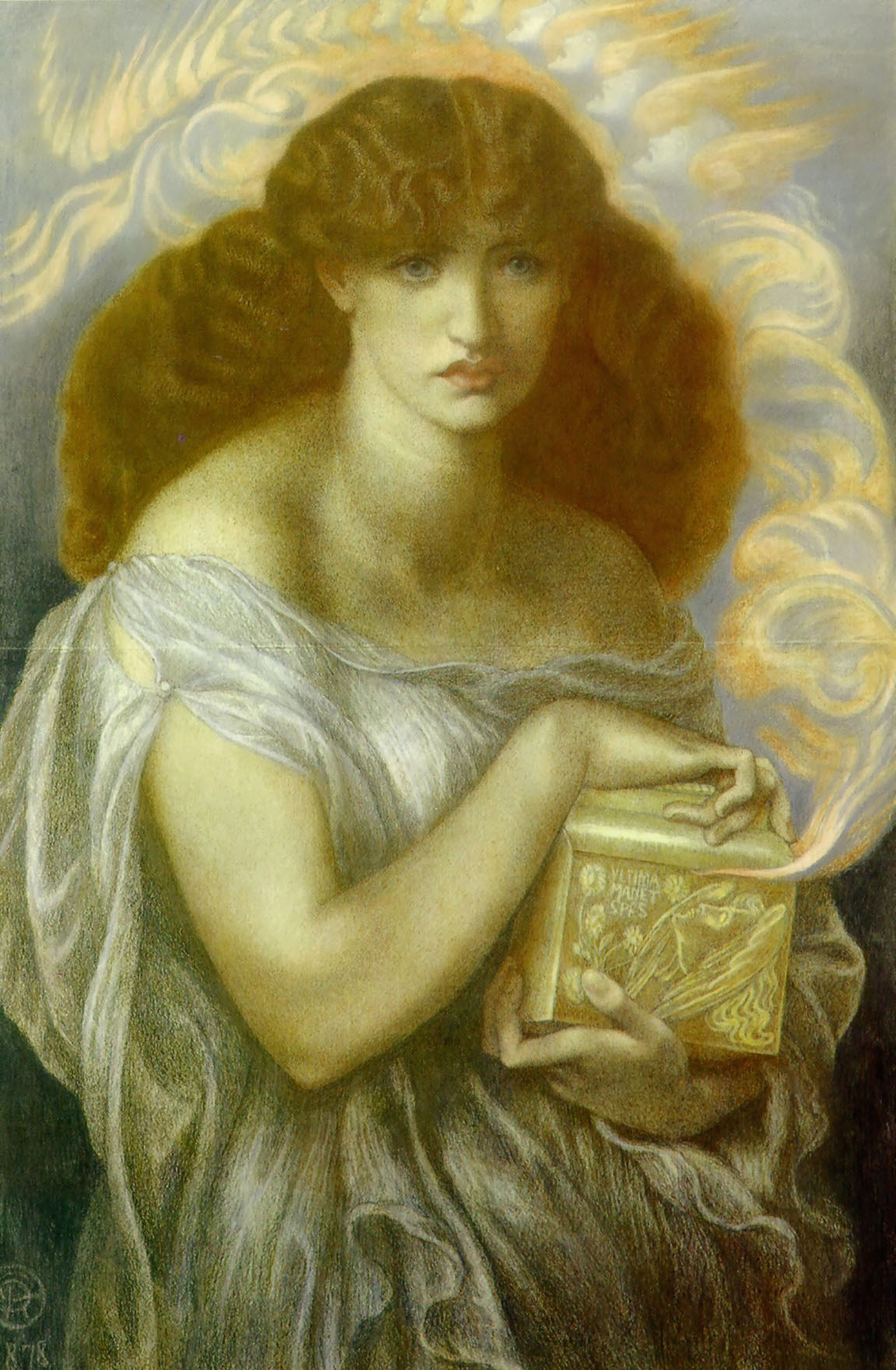
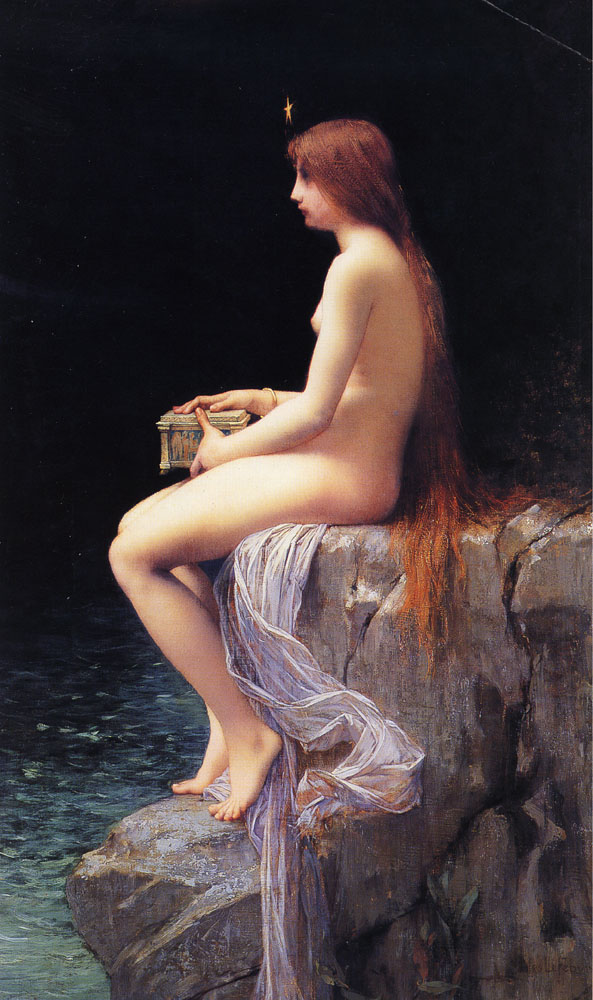
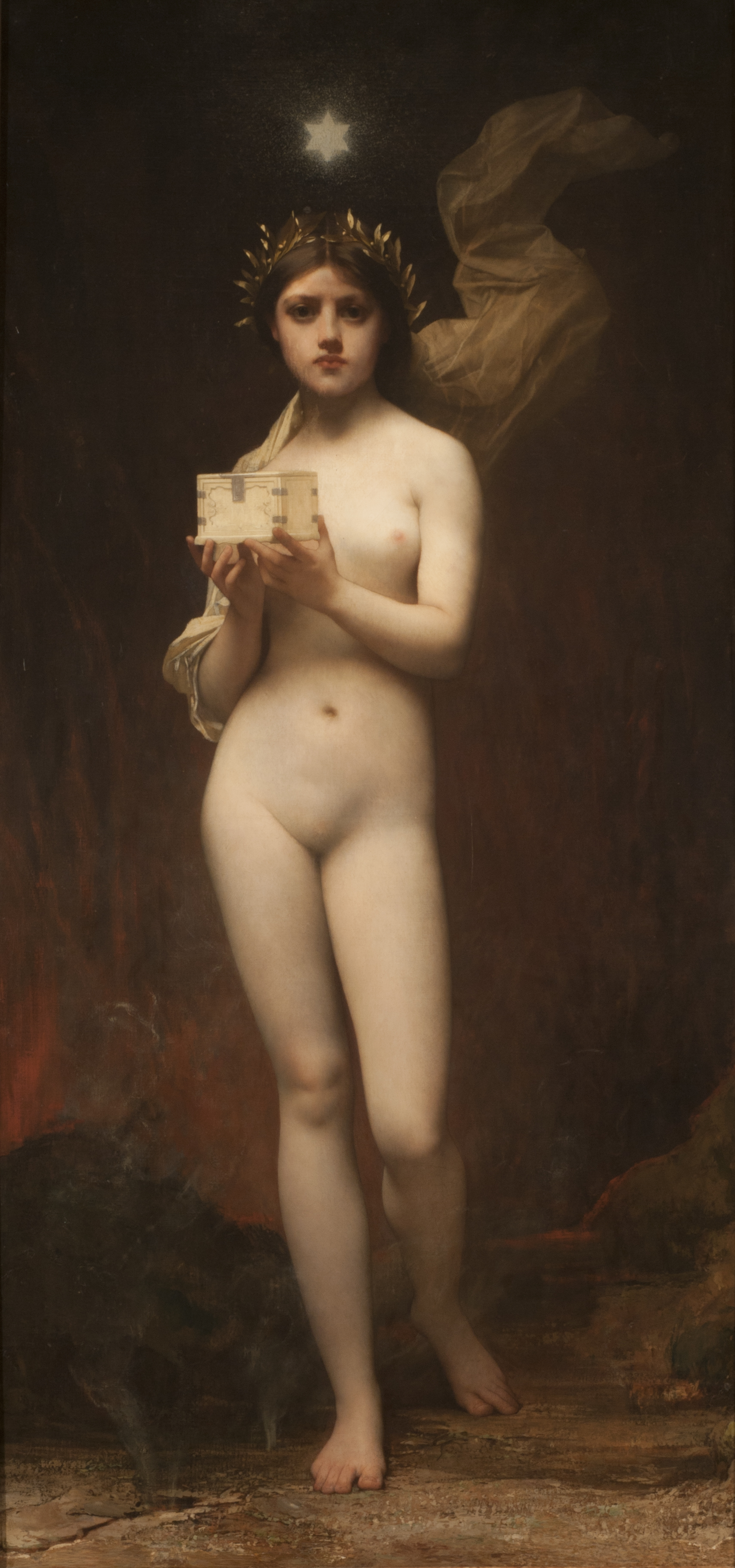
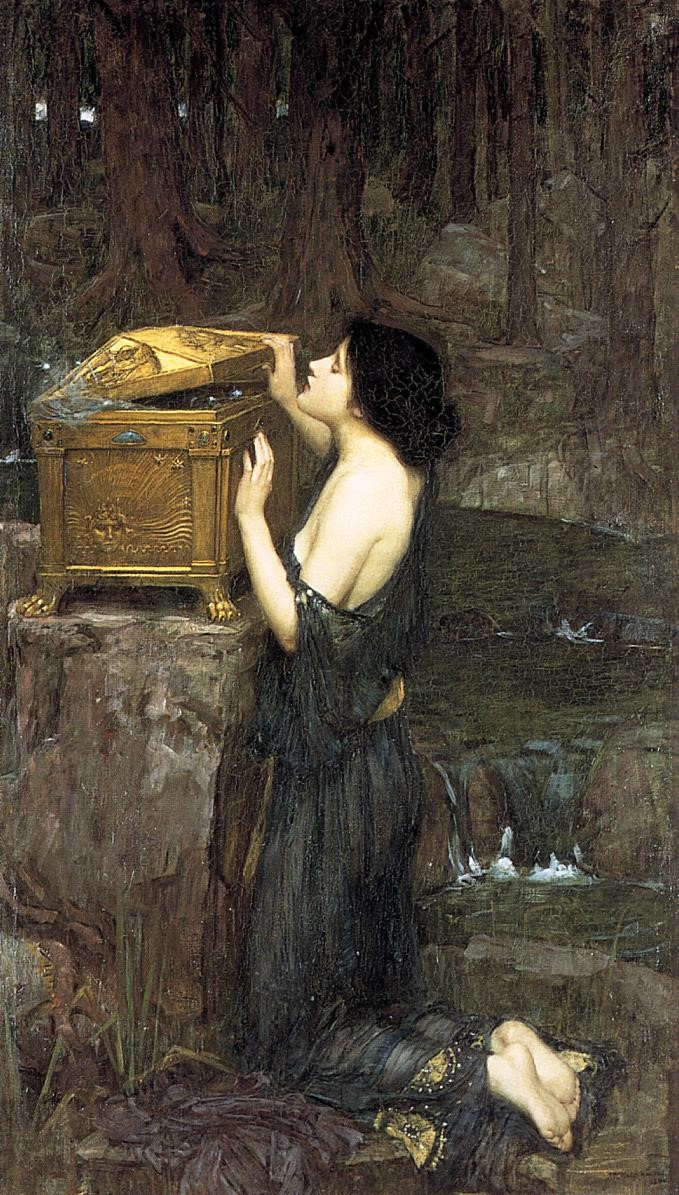
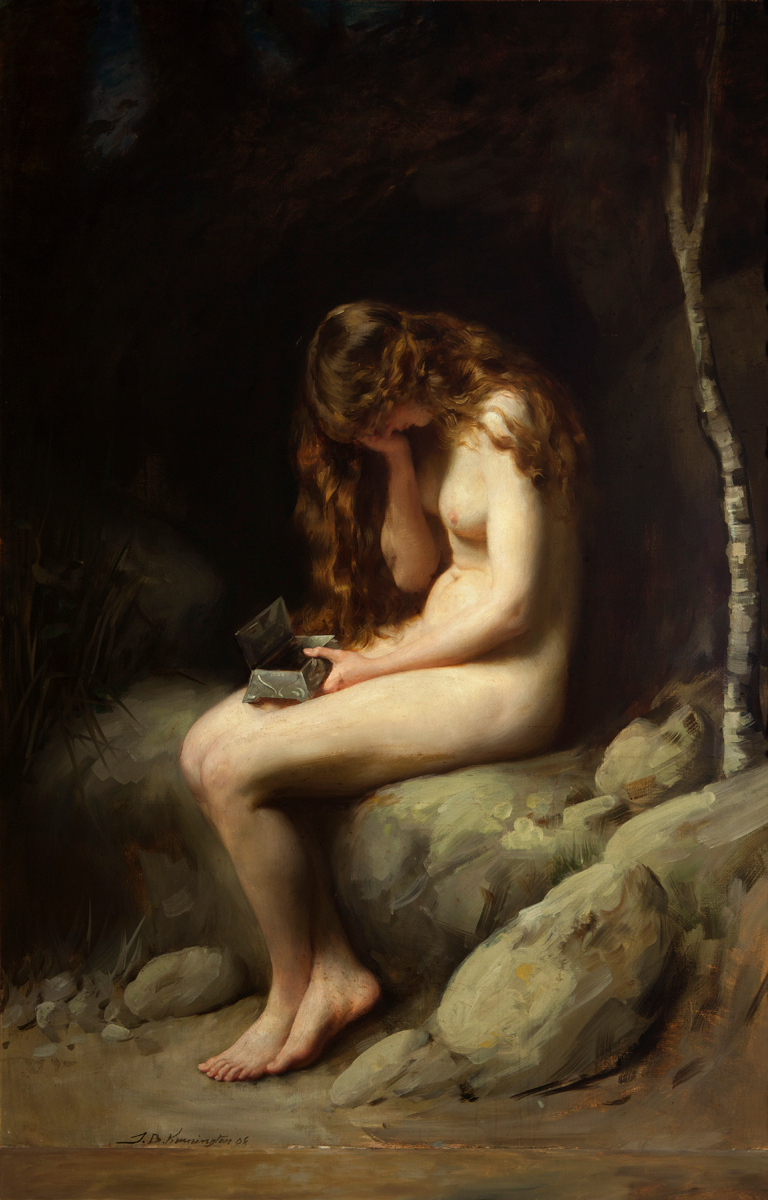
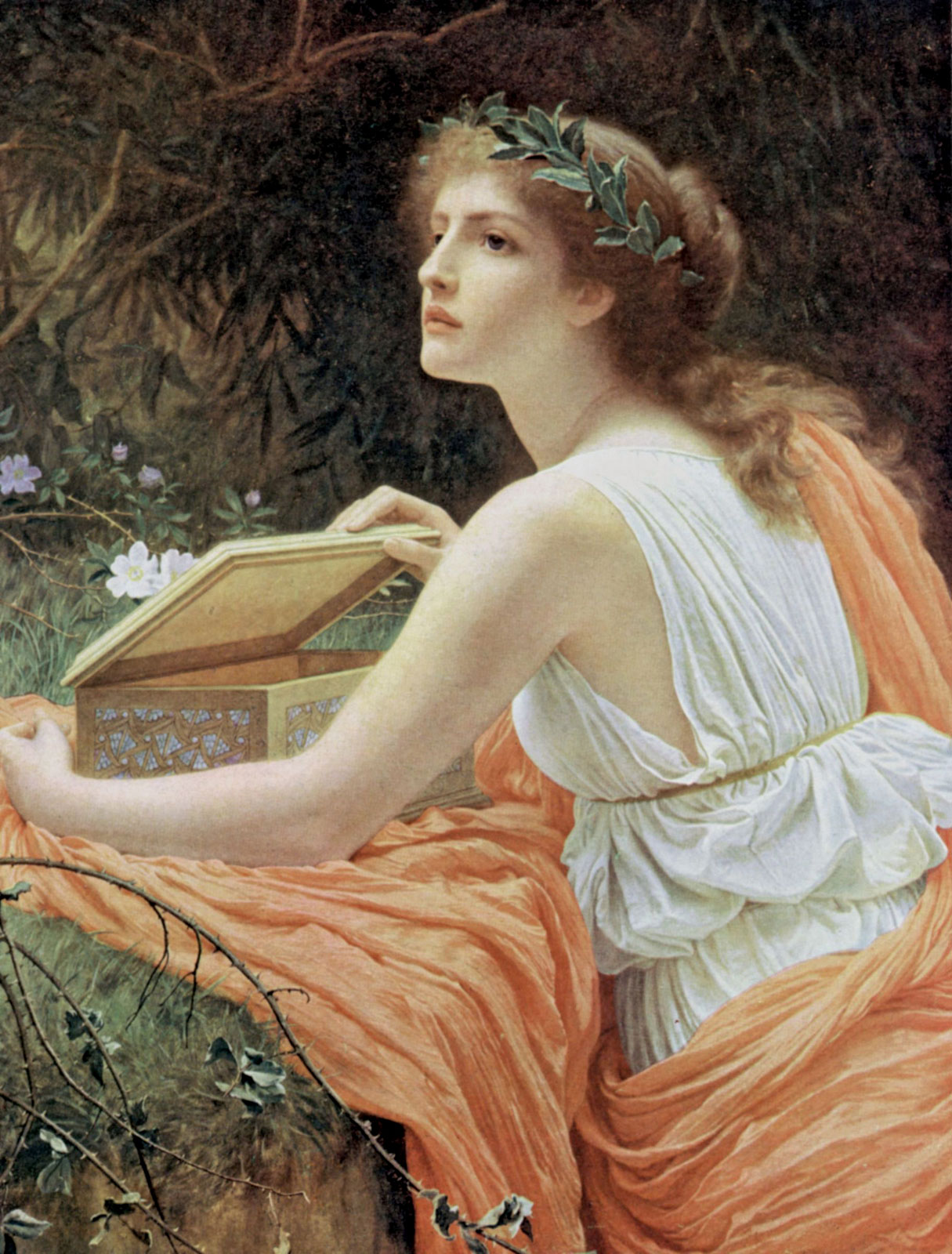